# Последний легион
«Последний легион» (англ. The Last Legion) — художественный фильм режиссёра Дага Лефлера, снятый в 2007 году по одноимённому роману Валерио Массимо Манфреди.

## Сюжет
Теглайн: «Конец империи… начало легенды» (The end of an empire… the beginning of a legend).
460 год. Командир Аврелий Антоний возвращается в Рим со своим легионом «Nova Invicta». Флавий Орест дарует своему сыну Ромулу титул цезаря. Одновременно Орест ссорится с предводителем  федератов — Одоакром и дает отставку учителю своего сына Амвросию. Последний предупреждает Аврелия об опасности и его предсказание исполняется. Одоакр захватывает Рим, погибают Орест и его жена, а Ромул Август попадает в плен. Ромула вместе с его учителем Амвросием заключают в крепости на острове Капри. Надзор был поручен соратнику Одоакра — Вульфиле, который оскорбил Одоакра. В подземелье у статуи Юлия Цезаря мальчик находит меч, привезенный из-за моря этим его предком. Меч был выкован из металла, упавшего с неба в Британии «для того, чья судьба — править».
Тем временем командир римской армии Аврелий и охранница византийского посла Мира (Айшвария Рай) с отрядом легионеров освобождают мальчика и его учителя из плена. До спасения императора Аврелий договорился с сенатором Нестором, что византийский посол переправит Ромула Августа в Константинополь. Но этот замысел проваливается из-за предательства византийцев и Нестора, которого тут же убивает Аврелий. После совещания отряд Аврелия принимает решение отправиться в Британию, чтобы заручиться поддержкой знаменитого Девятого легиона. Он прибывает на Британские острова, которые, как оказалось, являлись родиной Амвросия — члена местного ордена хранителей меча.
Аврелий и его отряд находят Адрианов вал, но узнают, что легиона уже нет: потеряв связь с родиной, воины рассеялись и занялись мирным трудом. Чтобы не навлекать на себя гнев многочисленных местных воинствующих кланов, они стали крестьянами и забыли о присяге. Но Цезаря ищут его враги, ибо сам Вульфила проник вместе со своими людьми на Британские острова и заключил союз с местным кельтским вождем Вортигерном — заклятым врагом Амвросия. Вортигерн осаждает отряд во главе с Аврелием на Адриановом валу и даже вступает в бой с самим Амвросием. Но Амвросий побеждает своего злейшего врага, а Аврелий с помощью легионеров во главе с Кустеннином одерживает победу над врагами. После этой победы Ромул бросает свой меч, который вонзается в камень, и объявляет конец войнам и начало новой эпохи — мира и процветания.
По фильму Ромул принимает имя Сын Дракона — Пендрагон. Легион сразу же расформировывается. Мира и Аврелий женятся. Вонзившись в камень, меч простоял в нём четверть века. Амвросий открывает сыну Ромула — Артуру — своё настоящее имя Мерлин. В самом конце фильма показывается, что на мече, поросшем мхом, остаются две буквы и слово на латинском E, S и Calibur — Эскалибур.

## Некоторые отличия от книги
Экранизация значительно отличается от оригинального романа Валерио Массимо Манфреди. В титрах указано, что фильм «частично основан на романе…» (англ. Based in part on the novel…).
По книге Аврелий — младший офицер Аврелий Амвросий Вентидий разгромленного легиона «Nova Invicta», воссозданного Орестом для борьбы с варварами, а не для охраны императора. Аврелия окружают его выжившие сослуживцы Ватрен и Батиат, венецианская девушка-воительница Ливия Приска и два грека-гладиатора Деметрий и Орозий. В фильме же все мужчины в компании Аврелия показаны легионерами, а девушка стала Мирой из Индии. В то время как Деметрий сохранён как полноценный персонаж, Орозий слит с общим фоном легионеров. Легион «Nova Invicta» («Новый непобедимый», номер не назван) выдуман автором книги, название перешло в фильм, но в нём полное имя командира Аврелий Гай Антоний.
В романе дата основных событий не расходится с исторической — 476 год, в то время как фильм переносит сюжет в 460 год. Книга, довольно точная в хронологии, тем не менее, описывает церемонию коронации, нехарактерную для описываемой эпохи, но подхваченную создателями фильма. Девятый (IX) легион фильма (в нём ни разу не назван Испанским) в книге описан как Двенадцатый (XII) легион Дракона. «Легионом Дракона» его продолжает называть и фильм. В то же время, реальный XII легион существовал в разное время (не исключено, что вплоть до краха Западной империи) и под разными именами, но он никогда не носил прозвище Дракона. Под таким прозвищем существовал XXIIII (XXIV) легион, сведений о котором практически нет. Примечательно, что знак дракона — обычный римский штандарт того времени, находившийся в любом легионе при подразделениях кавалерии, символом же IX и XII легионов был бык.
Пророчество в книге — более прямое и явно говорит о юноше, что прибудет в Британию с мечом и восстановит мир и процветание, а не только о знаке власти, что заключён в мече. Пророчество продолжается словами о воссоединении орла и дракона. Амвросий — в книге Меридий Амвросий «для римлян» и валл. Myrddin Emrys (Мерлин) для родной Британии, одновременно и христианин и друид. Эта двойственность не раскрыта в фильме, где Амвросий обычно рассуждает в общих терминах, без религиозных догм.
Последнее сражение в романе без труда опознаётся как знаменитая Битва при Бадонском Холме, однако из фильма это заключить довольно трудно. Отряду Аврелия и Двенадцатому легиону Дракона противостоят, помимо отряда Вульфилы, не армия Вортигерна, а наёмники-саксы.

## Параллели в истории и легендах

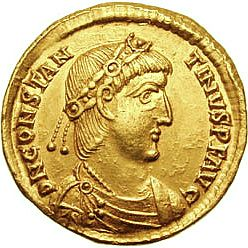
Солид узурпатора Константина III.
Лугдунский монетный двор, ок. 408 г.
Последний западно-римский правитель Британии (407—409).
Амвросий Аврелиан и Утер Пендрагон названы его сыновьями в «Истории бриттов» Гальфридом Монмутским, чей труд (ок. 1136) мало ценен как исторический источник, но сохраняет важнейшее место в Артуриане.

476 год. Территории Западной (зелёный)
и Восточной (оранжевый) римских империй.
Анклав Сиагрия со столицами в Суассоне и Лютеции на северо-западе. Далмация Юлия Непота — между Италией Одоакра и Грецией.

Византия не признавала Ромула Августа как законного императора. Ставленник Льва I на «западном троне» (474) Юлий Непот был свергнут отцом Ромула Орестом (475). Поэтому у Восточной Империи не было причин спасать маленького императора, вмешаться сразу в дела Запада помешала династическая распря (475—476) между Зеноном и Василиском. Одоакр действительно примирился с победившим Зеноном (в 480—484 поссорился с ним) и формально признал Непота императором. Реален и плен Ромула, но побега он не совершал, местом ссылки Одоакр выбрал для него Кампанию, а не Виллу Юпитера на о. Капри, часть традиции считает, что он прожил до старости в назначенном месте («дворец Лукулла», ранее — действительно одна из вилл Тиберия, впоследствии — «монастырь Ромула»). Судьба Ореста также трагична как и в фильме, но смерть он принял не в Риме, а в Павии после боя. Столицей же Западной Империи на момент свержения последнего римского императора (476) уже давно была Равенна (с 402) — сильно укреплённый город на севере Италии. В своей родословной Ромул не имел никакого отношения к Юлию Цезарю, последние родственники которого умерли ещё в I веке н. э., мало того — со времён Цезаря сменилось несколько не родственных династий императоров.
Прототипом Амвросия в сюжете назван Мерлин, легендарный мудрец и волшебник, который взял «имя для римлян», которое в свою очередь взято у другой легендарной личности — Амвросий Аврелиан. Мерлин иногда отождествляется с Амвросием Аврелианом, Аврелий в фильме очевидно также взят из этого персонажа, которого часть традиции действительно разделяет на двух лиц, правда чаще как отца и сына. Но ни тот, ни другой, ни третий (?) в Риме никогда не бывал даже в легендах. И хотя падение Западной Римской империи и подходит под временные рамки Артурианы, историческая роль Вортигерна относится к жизни предшествующего поколения (до прибл. 450), да и быть оппонентом всему миру послеримской кельтской Британии он не мог, будучи её лидером, врагами для него были пикты, скотты и восставшие наёмники-германцы. Однако традиция действительно называет Мерлина и Амвросия Аврелиана в числе его врагов, это отголоски той борьбы, которая развернулась в первой половине V века между бриттами с уходом римлян. К 460—476 годам в Британии не могло находиться никакого «последнего легиона», так как ещё в 407—408 годах провозглашённый в Британии узурпатор Константин III увёл все боеспособные части в Галлию сражаться с императором Гонорием. Победивший (411) Гонорий формально ликвидировал провинцию (410) в виду потери реального контроля над ней, Константин III же потерял Британию в результате восстания местного населения ещё раньше (409). Собственно IX Испанский легион (одно из последних мест постоянной дислокации — Эборак, античный Йорк) вообще исчез со страниц истории даже не с оставлением Британии (407—410), а гораздо раньше (в период около 120—200). Исчезновение легиона действительно представляет историческую загадку, но она никак не может соотноситься с узнаваемыми в фильме событиями 476 года.
К моменту падения западной метрополии сохранились два осколка римского государства — Суассонское «римское королевство» и Далмация. Последняя контролировалась (до 480) враждебным низложенным императором Юлием Непотом и конечно не могла дать отряду Аврелия радушный приём. Но соперник Одоакра Сиагрий (де-факто суассонский король до 486) такой приём вполне мог устроить. Сиагрий не раз подчёркивал, что он законный римский чиновник, но официального назначения не получал и нуждался в легитимизации, мало того самый короткий путь отряда Аврелия как раз лежал через северную Галлию. В любом случае западно-римские войска на континенте имелись в этих двух областях, а сам термин «последний легион» — явное преувеличение трагедии империи.

## В ролях
| Актёр                                | Роль                                                             |
| ------------------------------------ | ---------------------------------------------------------------- |
| Колин Ферт                           | Аврелий Гай Антоний — Аврелиан                                   |
| Томас Броди-Сангстер                 | Ромул Август — юный Утер Пендрагон                               |
| Бен Кингсли                          | Амвросий — Мерлин                                                |
| Айшвария Рай                         | Мира                                                             |
| Питер Маллан                         | Одоакр                                                           |
| Кевин МакКидд                        | Вульфила (соратник Одоакра)                                      |
| Джон Ханна                           | Нестор (сенатор)                                                 |
| Оуэн Тил                             | Ватрен (легионер)                                                |
| Руперт Френд                         | Деметрий (легионер)                                              |
| Нонсо Анози                          | Батиат (легионер)                                                |
| Гарри Ван Горкум                     | Вортигерн                                                        |
| Роберт Пью                           | Кустеннин — Флавий Константин Марцелий (командующий IX легионом) |
| Джеймс Космо                         | Хротгар (соратник Одоакра)                                       |
| Александр Сиддиг                     | Теодор Андроник (византийский посол)                             |
| Мюррей Макартур                      | Терций (крестьянин — легионер)                                   |
| Иэн Глен                             | Орест (отец Ромула Августа)                                      |
| Александра Томас-Дэвис               | юная Игрэйна                                                     |
| Рори Финн (в титрах — Рори Джеймс)   | юный Артур                                                       |
| Фердинанд Кингсли (сын Бена Кингсли) | молодой Амвросий — Мерлин                                        |